# A királyért és a hazáért (Sanctuary – Génrejtek)
A királyért és a hazáért (For King and Country) a Sanctuary – Génrejtek című kanadai sci-fi-fantasy televíziós sorozat harmadik évadjának nyolcadik epizódja.

## Ismertető
Az előző epizód során visszatért és megsebesült Jekyll és Hyde énjét hordozó Adam Worth-öt Dr. Magnus és társai a Menedékbe viszik. Bár sérüléseit Helen ellátja, a férfi állapota egyre romlik, szervei felmondják a szolgálatot. Amikor magához tér, a csapat próbálja megtudni tőle, honnan tud a mini város hologramjáról.
Adam a 19. században került az Ötök ismeretségi körébe, mikor az ősi vámpír vérrel való kísérleteiket folytatták. Azonban a társaság nem fogadta be maguk közé.
Közben Nikola információi alapján Helen Kambodzsában rábukkan az eddig halottnak hitt John Druittra. A férfi nagyon rossz állapotban van, a Szellemjárás című epizód végén magába fogadott energialény gonoszságát Tesla segítségével próbálta legyőzni, de sikertelenül.
Henry és Nikola Adam felszereléseit vizsgálják, Will pedig próbál közelebb jutni a szkizofrén férfihoz, azonban gonoszabbik énje nem túl bőbeszédű. Amikor sikerül Adamnak átvenni az irányítást a test fölött, elmeséli Willnek, hogy Helen nem segített lányán, mikor az leukémiában szenvedett, hiába próbálta Adam a titkos kísérletek eredményeit kérni tőle. Lánya haláláért így Helent hibáztatta és ekkor uralkodott el agyán a dühödt énje. A valóságban azonban Helen és Dr. Watson a végsőkig próbált segíteni a lányon. Nem sokkal később az angol király az ország miniszterelnökén keresztül - aki sokat tudott az Ötök létezéséről - megkérte Helent, hogy társaival kapja el Adam-et, mert ellopott egy komoly mérgező anyagot és őrültsége veszélyezteti az országot. A csapat kezdetben elutasította az ajánlatot, azonban a miniszterelnök zsarolás formájában büntetlenséget és anyagi támogatást ajánlott cserébe segítségükért, így kénytelenek voltak ráállni. Adam a búvóhelyén egy ciánvegyületet akart a város gázhálózatába juttatni, amit Magnuséknak sikerült megakadályozni, de Adam továbbra is fenyegetést jelentett. Miután Helen megsebesítette, a férfi egy szakadékba ugrott. Druitt teleportációs képessége segítségével utána ment, és pénzért cserébe elengedte őt a víz sodrásában meghalni. Azonban a víz egy föld alatti rejtekhelyre sodorta, ahonnan segítséget kapott és meggyógyították, és hatalmas titkokba avatták be.
A vizsgálatok során kiderül, hogy Helen élete is veszélyben van. Az Adam-mel folytatott harc során olyan mértékű sugárzás érte, mely miatt csak hetei vannak hátra, ha nem találnak ellenszert. Adam elárulja, hogy az ő és Helen állapotára is van gyógymód, ám ahhoz el kell jutniuk a Föld belsejébe, amit a hologram mutatott. Helen nem hajlandó átadni neki azonban a térképet. Tesla ekkor váratlanul azzal áll elő, hogy a Menedék vezetőjének fizikai vagy szellemi betegsége esetén az már nem hozhat döntéseket, és a hatalmat Will kezébe helyezi.